# ジョン・カリー
ジョン・カリー（John Curry、1949年9月9日 - 1994年4月15日）は、イギリスのバーミンガム出身の男性フィギュアスケート選手。1976年インスブルックオリンピック男子シングル金メダリスト。1976年世界フィギュアスケート選手権優勝。
バレエのメソッドを取り入れた演技でフィギュアスケートを「スポーツ」から「芸術」へと昇華させ、そのエレガントなスタイルから「スケート界のヌレエフ」と評された。

## 経歴
7歳のころスケートを始める。
1970年 全英選手権準優勝。1971年および1973年～1976年 全英選手権優勝。
1974年 アメリカに渡り、カルロ・ファッシとギュスターヴ・ルッシに師事。
1975年 世界選手権で銅メダル。翌1976年、ヨーロッパ選手権とインスブルックオリンピック、世界選手権で優勝、三冠という偉業を成し遂げた。
同年、大英帝国勲章（将校）を受勲。
その後はプロに転向。ツアーカンパニーを設立し、主役を務めながら振付・衣装デザイン・芸術監督も兼任。イギリス・ロンドンのロイヤル・アルバート・ホール(1984年)、アメリカ・ニューヨークのブロードウェイ(1978年)、同メトロポリタン歌劇場(1984年)を含む世界各地でアイスショー公演をおこない、芸術としてのフィギュアスケート作品を数多く世に送り出した。
カンパニーのメンバーとしてローリー・ニコル、リー＝アン・ミラーら多くのスケーターが参加した。また、サー・ケネス・マクミラン、トワイラ・サープ、ピーター・マーティンスなどダンス界のアーティストたちと協働した。
1991年、世界フィギュアスケート殿堂入り。
インスブルック五輪優勝直後、自らのセクシュアリティに関するオフレコの談話がセンセーショナルに報道され、予期せぬアウティングに曝されることとなった。1987年 HIVと診断され、1991年にエイズ発症。晩年、その病名とゲイであることをメディアに公表した。1994年4月15日 エイズによる心臓発作のため死去。44歳没。
俳優のアラン・ベイツがその死を看取ったことを後に伝記で明かしている。

## 影響
- ISUジュニアグランプリシリーズの一つとして、2007年、2008年および2010年に「JGPジョン・カリー記念」がイギリス・シェフィールドにて開催された。
- ビル・ジョーンズによる評伝『Alone: The Triumph and Tragedy of John Curry』[5]に基づき、ジェイムス・エルスキン監督が『氷上の王、ジョン・カリー』としてドキュメンタリー映画化。2018年2月にイギリスで劇場公開。コペンハーゲン国際映画祭やニューヨーク・ドキュメンタリー映画祭（英語版）などでも上映され、高い評価を得た[3]。2019年5月、日本でも劇場公開（配給・宣伝：アップリンク、字幕翻訳：牧野琴子、字幕監修・学術協力：町田樹）。

## 主な戦績
| 大会/年        | 1970-71 | 1971-72 | 1972-73 | 1973-74 | 1974-75 | 1975-76 |
| -------------- | ------- | ------- | ------- | ------- | ------- | ------- |
| オリンピック   |         | 11      |         |         |         | 1       |
| 世界選手権     | 14      | 9       | 4       | 7       | 3       | 1       |
| 欧州選手権     | 7       | 5       | 4       | 3       | 2       | 1       |
| イギリス選手権 |         |         | 1       | 1       | 1       | 1       |